# Dekoder
Dekoder należy do klasy układów kombinacyjnych. Jest to układ posiadający n wejść oraz k=2n wyjść. Jego działanie polega na zamianie naturalnego kodu binarnego (o długości n), lub każdego innego kodu, na kod „1 z k” (o długości k). Działa odwrotnie do kodera, tzn. zamienia kod binarny na jego reprezentację w postaci tylko jednego wybranego wyjścia. W zależności od ilości wyjść nazywa się go dekoderem 1 z N.
Niektóre źródła podają, że dekoderem jest także układ, który zamienia dowolny kod cyfrowy na kod wyświetlacza siedmiosegmentowego – poprawnie taki układ powinien być nazywany transkoderem.
| Wejścia | Wejścia | Wyjścia | Wyjścia | Wyjścia | Wyjścia |
| A1      | A0      | D3      | D2      | D1      | D0      |
| ------- | ------- | ------- | ------- | ------- | ------- |
| 0       | 0       | 0       | 0       | 0       | 1       |
| 0       | 1       | 0       | 0       | 1       | 0       |
| 1       | 0       | 0       | 1       | 0       | 0       |
| 1       | 1       | 1       | 0       | 0       | 0       |

## Elektroniczneukłady cyfrowe
Dekodery różnych kodów na kod 1 z n są produkowane w formie układów scalonych w technologiach TTL oraz CMOS. W układach TTL serii 7400 są to m.in.:
- 7442 – dekoder z 4-bitowego kodu BCD na kod 1 z 10
- 7443 – dekoder z 4-bitowego kodu Excess-3 na kod 1 z 10
- 7444 – dekoder z 4-bitowego kodu Graya na kod 1 z 10

W układach CMOS serii 4000 jest to:
- 4028 – dekoder z 4-bitowego kodu BCD na kod 1 z 10